# Нюрнбергский процесс по делу Главного административно-хозяйственного управления СС

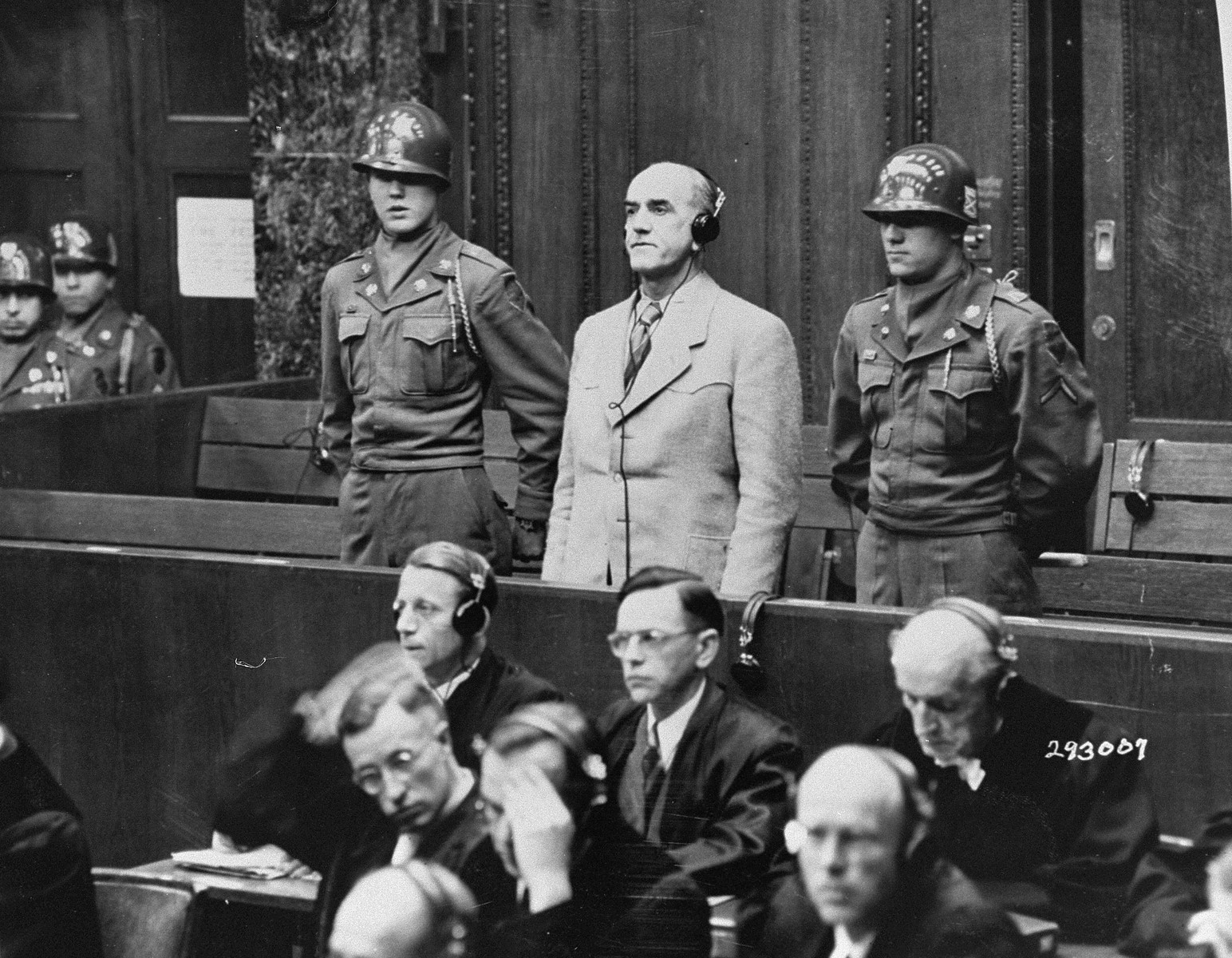
Освальд Поль выслушивает смертный приговор

Нюрнбергский процесс по делу Главного административно-хозяйственного управления СС — процесс Американского военного трибунала в Нюрнберге, один из так называемых последующих Нюрнбергских процессов.
На этом процессе перед судом предстали сотрудники Главного административно-хозяйственного управления СС (ВФХА). Проходил с 8 апреля по 3 ноября 1947 года. Основное обвинение — участие в реализации «окончательного решения еврейского вопроса».

## Состав суда
Председатель трибунала: судья Апелляционного суда Детройта Роберт М. Томс.
Члены: судья из Северной Каролины Фицрой Д. Филлипс, судья из Питсбурга, Пенсильвания Майкл А. Масманно, судья из Алабамы Джон Дж. Спайт. 
Обвинители: шеф Совета по военным преступлениям Телфорд Тэйлор, начальник отдела обвинения СС Джеймс М. МакХэйни и главный обвинитель Джек В. Роббинс.

## Обвинение
1. Участие в общем плане или заговоре с целью совершения военных преступлений и преступлений против человечности.
2. Военные преступления совершённые в концлагерях и лагерях уничтожения, массовые убийства и зверства, совершенные там же.
3. Преступления против человечности на тех же основаниях, включая использование рабского труда.
4. Членство в преступной организации СС.

## Приговор
- К смертной казни: Освальд Поль, Георг Лёрнер, Карл Зоммер, Франц Эйреншмальц. После рассмотрения апелляций, Лёрнеру казнь была заменена пожизненным заключением.
- К пожизненному тюремному заключению: Август Франк, Макс Кифер (после рассмотрения апелляции срок заключения был сокращён до 20 лет), Карл Мумментей.
- К 25 годам: Карл Гейнц Фанслау (после рассмотрения апелляции срок заключения сокращён до 20 лет)
- К 20 годам: Ганс Бобермин (после рассмотрения апелляции срок заключения был сокращён до 15 лет)
- К 10 годам: Йоганнес Байер, Ганс Лёрнер, Герман Поок, Эрвин Ченчер, Лео Фольк, Ганс Хохберг.
- Оправданы: Хорст Кляйн, Йозеф Фогт, Рудольф Шнайде.

После амнистии 1951 года, срок Мумментлею был сокращён до 20 лет, Лёрнеру, Фанслау и Франку был сокращён до 15 лет, Зоммеру казнь заменена сначала пожизненным заключением (в 1949), затем 20 годами заключения, Эйреншмальцу — 9 годами. Поль был повешен. Все остальные подсудимые были освобождены.